# العلاقات السويسرية الفنلندية
العلاقات السويسرية الفنلندية هي العلاقات الثنائية التي تجمع بين سويسرا وفنلندا.

## مقارنة بين البلدين
هذه مقارنة عامة ومرجعية للدولتين:
| وجه المقارنة                                              | سويسرا                                                                                      | فنلندا                                                                               |
| --------------------------------------------------------- | ------------------------------------------------------------------------------------------- | ------------------------------------------------------------------------------------ |
| المساحة (كم2)                                             | 41.28 ألف                                                                                   | 338.42 ألف                                                                           |
| عدد السكان (نسمة)                                         | 8.21 مليون                                                                                  | 5.52 مليون                                                                           |
| الكثافة السكانية (ن./كم²)                                 | 198.89                                                                                      | 16.31                                                                                |
| العاصمة                                                   | برن                                                                                         | هلسنكي                                                                               |
| اللغة الرسمية                                             | اللغة الألمانية، اللغة الإيطالية، لغة فرنسية، اللغة الرومانشية، الألمانية السويسرية الموحدة | اللغة الفنلندية، اللغة السويدية                                                      |
| العملة                                                    | فرنك سويسري                                                                                 | يورو، ماركا فنلندية                                                                  |
| الناتج المحلي الإجمالي (بليون دولار)                      | 678.89 مليار                                                                                | 251.88 مليار                                                                         |
| الناتج المحلي الإجمالي (تعادل القوة الشرائية) بليون دولار | 518.07 مليار                                                                                | 231.84 مليار                                                                         |
| الناتج المحلي الإجمالي الاسمي للفرد دولار أمريكي          | 80.94 ألف                                                                                   | 42.31 ألف                                                                            |
| الناتج المحلي الإجمالي للفرد دولار أمريكي                 | 59.54 ألف                                                                                   | 40.68 ألف                                                                            |
| مؤشر التنمية البشرية                                      | 0.930                                                                                       | 0.883                                                                                |
| رمز المكالمات الدولي                                      | +41                                                                                         | +358                                                                                 |
| رمز الإنترنت                                              | .ch، .swiss ‏                                                                                | .fi                                                                                  |
| المنطقة الزمنية                                           | توقيت وسط أوروبا، ت ع م+01:00، ت ع م+02:00، أوروبا/زيورخ ‏                                   | ت ع م+02:00، ت ع م+03:00، أوروبا/هلسنكي ‏، توقيت شرق أوروبا، توقيت شرق أوروبا الصيفي ‏ |

## منظمات دولية مشتركة
يشترك البلدان في عضوية مجموعة من المنظمات الدولية، منها:
| علم المنظمة | اسم المنظمة                               | تاريخ انضمام سويسرا | تاريخ انضمام فنلندا |
| ----------- | ----------------------------------------- | ------------------- | ------------------- |
|             | مؤسسة التمويل الدولية                     | 29 مايو 1992        | 20 يوليو 1956       |
|             | يونسكو                                    | 28 يناير 1949       | 10 أكتوبر 1956      |
|             | مجموعة أستراليا                           | 1987                | 1991                |
|             | المرصد الأوروبي الجنوبي                   | 1982                | 2004                |
|             | مجموعة الموردين النوويين                  | ?                   | ?                   |
|             | الوكالة الدولية للطاقة                    | ?                   | ?                   |
|             | مؤسسة التنمية الدولية                     | 29 مايو 1992        | 29 ديسمبر 1960      |
|             | منظمة التعاون الاقتصادي والتنمية          | ?                   | 1969                |
|             | المركز الدولي لتسوية المنازعات الاستشارية | 14 يونيو 1968       | 8 فبراير 1969       |
|             | وكالة ضمان الاستثمار متعدد الأطراف        | 12 أبريل 1988       | 28 ديسمبر 1988      |
|             | منظمة حظر الأسلحة الكيميائية              | ?                   | ?                   |
|             | المنظمة الأوروبية لسلامة الملاحة الجوية   | 1992                | 2001                |
|             | البنك الإفريقي للتنمية                    | ?                   | ?                   |
|             | الأمم المتحدة                             | 10 سبتمبر 2002      | 14 ديسمبر 1955      |
|             | الاتحاد الدولي للاتصالات                  | 1866                | 1 سبتمبر 1920       |
|             | منظمة الشرطة الجنائية الدولية             | ?                   | ?                   |
|             | البنك الدولي للإنشاء والتعمير             | 29 مايو 1992        | 14 يناير 1948       |
|             | منظمة الأمن والتعاون في أوروبا            | 25 يونيو 1973       | 25 يونيو 1973       |
|             | وكالة الفضاء الأوروبية                    | ?                   | 1969                |
|             | الاتحاد البريدي العالمي                   | ?                   | ?                   |
|             | منظمة التجارة العالمية                    | ?                   | 1995                |
|             | الفريق المعني برصد الأرض                  | ?                   | ?                   |
|             | بنك التنمية الآسيوي                       | 1967                | 1966                |
|             | نظام تحكم تكنولوجيا القذائف               | 1992                | 1991                |
|             | مجلس أوروبا                               | ?                   | 5 مايو 1989         |

## أعلام
هذه قائمة لبعض الشخصيات التي تربطها علاقات بالبلدين:
- ريتشارد هال (رسام سويدي، 18 أبريل 1860[26][27][28] – 1943[26][27][28])
- كارل فازر (16 أغسطس 1866 – 9 أكتوبر 1932)
- كارل لينارت يوش (سياسي فنلندي، 8 أغسطس 1892 – 28 مارس 1978)
- هنري لاكسونين (31 مارس 1992 – )

## وصلات خارجية
- موقع وزارة الخارجية السويسرية
- موقع وزارة الخارجية الفنلندية